# Cers
Cers – miejscowość i gmina we Francji, w regionie Oksytania, w departamencie Hérault.
Według danych na rok 1990 gminę zamieszkiwało 1798 osób, a gęstość zaludnienia wynosiła 229 osób/km² (wśród 1545 gmin Langwedocji-Roussillon Cers plasuje się na 211. miejscu pod względem liczby ludności, natomiast pod względem powierzchni na miejscu 865.).